# Fernando Falcão
Fernando Falcão là một đô thị thuộc bang Maranhão, Brasil. Đô thị này có diện tích 3506,445 km², dân số năm 2007 là 6093 người, mật độ 1,74 người/km².